# کرتوکماخی
کرتوکماخی (به لاتین: Kertukmakhi) یک منطقهٔ مسکونی در روسیه است که در شهرستان آگولسکی واقع شده‌است.